# Liste der Baudenkmäler in Ludwigschorgast
Auf dieser Seite sind die Baudenkmäler in dem oberfränkischen Markt Ludwigschorgast zusammengestellt. Diese Tabelle ist eine Teilliste der Liste der Baudenkmäler in Bayern. Grundlage ist die Bayerische Denkmalliste, die auf Basis des Bayerischen Denkmalschutzgesetzes vom 1. Oktober 1973 erstmals erstellt wurde und seither durch das Bayerische Landesamt für Denkmalpflege geführt wird. Die folgenden Angaben ersetzen nicht die rechtsverbindliche Auskunft der Denkmalschutzbehörde.

## Baudenkmäler nach Gemeindeteilen

### Ludwigschorgast
| Lage                                                   | Objekt                                    | Beschreibung | Akten-Nr.     | Bild           |
| ------------------------------------------------------ | ----------------------------------------- | --- | ------------- | -------------- |
| Am Endelsbach 9 (Standort)                             | Wohnstallhaus                             | Eingeschossiger Giebelbau über hohem Kellergeschoss, bezeichnet „1803“, mit späteren Umbauten | D-4-77-135-1  | BW             |
| Am Endelsbach 9 a (Standort)                           | Austragshaus                              | Zweigeschossiger Traufseitbau mit Fachwerkobergeschoss, Anfang 19. Jahrhundert | D-4-77-135-1  | BW             |
| Am Endelsbach 11 (Standort)                            | Kleinhaus                                 | Eingeschossiges Giebelhaus über hohem Kellergeschoss, bezeichnet „1803“ | D-4-77-135-2  | BW             |
| Am Endelsbach 13 (Standort)                            | Wohnhaus                                  | Eingeschossiger Satteldachbau über hohem Kellergeschoss mit Fachwerkgiebel, bezeichnet „1803“ | D-4-77-135-3  | BW             |
| vor Hauptstraße 1 (Standort)                           | Bildstock                                 | Mit Vierkantpfeiler, bezeichnet „1606“ | D-4-77-135-4  | BW             |
| Hauptstraße 8 (Standort)                               | Relief mit Pietà-Darstellung              | Stein, bezeichnet „1723“; eingemauert | D-4-77-135-5  | BW             |
| Hauptstraße 26, vor der Kirche (Standort)              | Marter                                    | Mit Krönung Mariä, um 1700 | D-4-77-135-7  | BW             |
| Hauptstraße 45 (Standort)                              | Wohnstallhaus                             | Stattlicher zweigeschossiger Halbwalmdachbau, wohl frühes 19. Jahrhundert | D-4-77-135-9  | BW             |
| Hauptstraße 54 (Standort)                              | Türrahmung                                | Stein, bezeichnet „1862“ | D-4-77-135-10 | BW             |
| Hauptstraße, vor Nr. 70 (Standort)                     | Marter                                    | Säulenbildstock mit Reliefs, 17./18. Jahrhundert | D-4-77-135-11 | BW             |
| Nähe Hauptstraße (Standort)                            | Floriansbrunnen                           | Vierseitiges Becken mit Statue des Heiligen Florian auf erneuerter Säule, erste Hälfte 18. Jahrhundert | D-4-77-135-12 | BW             |
| Nähe Kirchenweg (Standort)                             | Katholische Pfarrkirche St. Bartholomäus  | Dreischiffige Hallenkirche mit Chorturm, um 1500 bis 1511, mit Kern des 13. Jahrhunderts, Dachreiter 1564, Erweiterungen frühes 18. Jahrhundert, Turm 1810; mit Ausstattung                                                                      | D-4-77-135-6  | weitere Bilder |
| Obere Marktstraße 1 (Standort)                         | Gasthof und Metzgerei Zur Post            | Stattliches zweigeschossiges Eckhaus über hohem Kellergeschoss, Satteldach, bezeichnet „1819“, Außenerscheinung zweite Hälfte 19. Jahrhundert | D-4-77-135-13 | BW             |
| Obere Marktstraße 6, oberhalb des Anwesens (Standort)  | Scheune                                   | Eingeschossiger Satteldachbau, Bruchsteinmauerwerk, bezeichnet „1838“ | D-4-77-135-14 | BW             |
| Obere Marktstraße 21 (Standort)                        | Türrahmung                                | Stein, bezeichnet „1787“ | D-4-77-135-16 | BW             |
| Hauptstraße, 200 m vom Ortsausgang entfernt (Standort) | Marterfragment                            | Sandsteinquader mit Reliefs, wohl 15./16. Jahrhundert | D-4-77-135-18 | BW             |
| Bahnstrecke Bamberg–Hof (Standort)                     | Wasserdurchlass                           | Streckenüberführung, sogenannte Vorflutbrücke, Strecke 5100, Bamberg-Hof, bei Bahn-km 71,848 von 1846, Verbreiterung einjochigparabelbogige Sandsteinquaderbrücke, 1897, Verstärkung der Flügelmauer mit Beton 1956                              | D-4-77-135-20 | BW             |
| Bahnstrecke Bamberg–Hof (Standort)                     | Bachdurchlass                             | Streckenüberführung über die Schorgast, Strecke 5100 Bamberg-Hof bei Bahn-km 71,791, einjochig-stichbogige Sandsteinquaderbrücke, 1846, Verbreiterung mit einjochig-parabelbogiger Sandsteinquaderbrücke, 1895, Verstärkung der Flügelmauer 1956 | D-4-77-135-21 | BW             |
| Bahnstrecke Bamberg–Hof (Standort)                     | Wasserdurchlass                           | sogenannte Vorflutbrücke, Streckenüberführung der Strecke 5100 Bamberg-Hof bei Bahn-km 71,613, zweijochig-stichbogige Sandsteinquaderbrücke 1846, Verbreiterung einjochig-parabelbogige Sandsteinquaderbrücke,1895                               | D-4-77-135-22 | BW             |
| Bahnstrecke Bamberg–Hof (Standort)                     | Wasserdurchlass                           | sogenannte Vorflutbrücke, Streckenüberführung der Strecke 5100 Bamberg-Hof bei Bahn-km 71,536, einjochig-rundbogige Sandsteinquaderbrücke 1846, Verbreiterung einjochig- arabelbogige Sandsteinquaderbrücke,1897                                 | D-4-77-135-25 | BW             |
| Bahnstrecke Bamberg–Hof (bei Bahn-km 71,438) ()        | Wasserdurchlass, sogenannte Vorflutbrücke | Streckenüberführung der Strecke 5100 Bamberg-Hof, einjochig-rundbogige Sandsteinquaderbrücke 1846, Verbreiterung einjochig-parabelbogige Sandsteinquaderbrücke,1897, Verstärkung der Flügelmauer mit Beton 1956                                  | D-4-77-135-23 |                |

### Drahtmühle
| Lage                    | Objekt                                    | Beschreibung                               | Akten-Nr.     | Bild |
| ----------------------- | ----------------------------------------- | ------------------------------------------ | ------------- | ---- |
| Drahtmühle 1 (Standort) | Türrahmung und benachbarte Fensterrahmung | Sandstein, zweites Viertel 19. Jahrhundert | D-4-77-135-19 | BW   |